# Oude Kerk (Sint-Martens-Lierde)

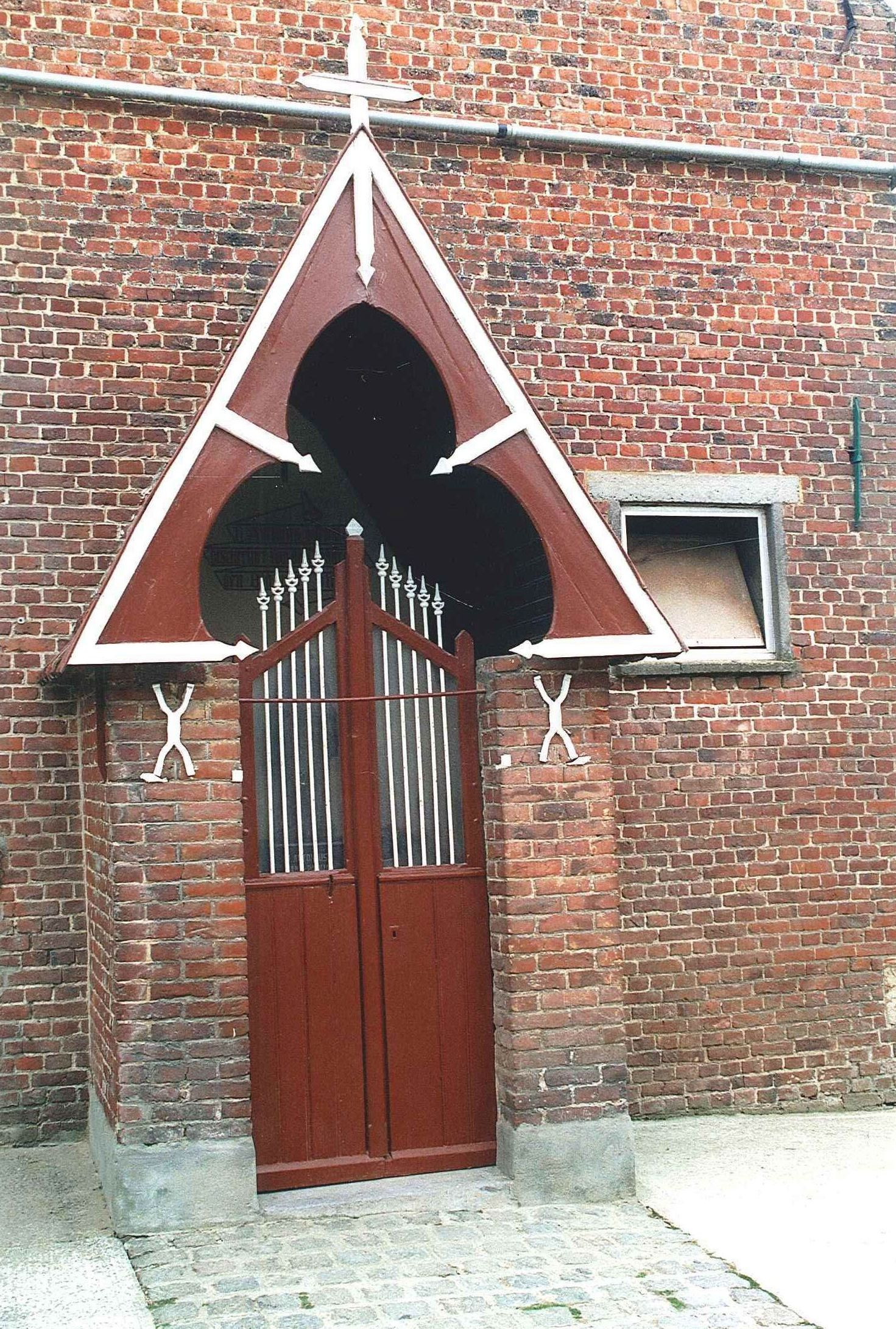
Sint-Antoniuskapel aan de Keiberg

Oude Kerk is een gehucht in de tot de Oost-Vlaamse gemeente Lierde behorende deelgemeente Sint-Martens-Lierde. De belangrijkste straat is de Keiberg.
Hier bevond zich de oude parochiekerk van Sint-Martens-Lierde, maar deze lag excentrisch ten opzichte van de belangrijkste bebouwing. Vanaf 1785 werd de abdijkerk van de -twee jaar daarvoor opgeheven- Kartuizerpriorij Sint-Martens-Bos als parochiekerk in gebruik genomen. Deze lag bijna 2 km westelijker. De oude kerk werd in 1788 afgebroken.
In 1877 werd een aan Onze-Lieve-Vrouw-van Lourdes gewijde, neogotische veldkapel in gebruik genomen die wellicht? een oudere kapel verving. Begin 20e eeuw werd er in Oude Kerk ook een Sint-Antoniuskapel opgericht.